# 周至元 (台湾企业家)
周至元（1959年—），台灣企業家，生於台湾云林县。远见科技创始人，北京远见育成科技孵化器有限公司董事长、北京金远见电脑技术有限公司董事长。毕业于国立交通大学电子工程系。

## 经历
- 1986年创建台湾远见科技股份有限公司。
- 1993年创建北京金远见电脑技术有限公司。
- 2000年12月28日，远见科技在台湾正式挂牌上市，股票代号:3040(TW)。
- 2013年5月31日创建北京远见育成科技孵化器有限公司[3]。